# DUBSENSEMANIA
DUBSENSEMANIA（ダブセンスマニア）は、日本のダブユニット。レゲエの要素も取り入れている。1998年結成。2004年メジャーデビュー。メンバーはそれぞれ幅広く活動。
2017年復活
勢力的にLIVE活動開始！
VIVA!

## メンバー
- RAS TAKASHI Melodica 36/Vocal/リーダー 2枚ソロアルバムを出している。
- RYOTARO Bass
- PJ Drums/Vocal
- LUI Guitar/Vo
- RAS KANTO Percussion/Vocal
- KEN Keyboard
- AKI Sound Effect

## ディスコグラフィー

### シングル
- You Know I Love You 2005年7月20日

### アルバム
- appearance 2004年8月18日
- disappearance 2005年1月13日 リミックスアルバム
- ついておいで 2005年4月20日 邦楽カバーミニアルバム
- Versatility 2005年8月24日
- Inna de Kitchen! 2006年7月12日 カバーアルバム

### その他
- オムニバス「RELAXIN’WITH JAPANESE LOVERS VOLUME 3 JAPANESE LOVERS ROCKMORE COLLECTIONS」 2004年6月23日
1. PARADISE (DUBSENSEMANIA)